# 소비자보호
소비자보호(消費者保護)는 법률 등으로 소비자를 보호하는 것을 말한다.